# Gabriela Zoană
Maria Gabriela Zoană (ur. 15 czerwca 1979 w Cungrea) – rumuńska polityk i prawniczka, deputowana do Parlamentu Europejskiego VIII kadencji.

## Życiorys
W 2001 ukończyła studia prawnicze na Universitatea „Nicolae Titulescu” w Bukareszcie. Doktoryzowała się w tej samej dziedzinie w 2010 na stołecznej uczelni Academia de Poliție „Alexandru Ioan Cuza”. W latach 2001–2008 pracowała jako asystent na Universitatea din Pitești, później do 2013 w sądownictwie arbitrażowym przy izbie handlowo-przemysłowej okręgu Ardżesz. Zajmowała się również działalnością jako mediator, przewodniczyła lokalnemu stowarzyszeniu z tej branży. Od 2003 jednocześnie praktykowała jako adwokat. W 2009 powróciła do działalności akademickiej, najpierw jako wykładowca na Universitatea Titu Maiorescu, następnie na poprzednim uniwersytecie.
Zaangażowała się w działalność polityczną w ramach Partii Socjaldemokratycznej. W latach 2012–2014 była radną miejską w Pitești. W 2013 została zastępcą dyrektora generalnego w resorcie sprawiedliwości, odpowiadając m.in. za kwestie związane z prowadzeniem rejestrów handlowych.
W wyborach europejskich w maju 2014 z ramienia lewicowej koalicji skupionej wokół PSD kandydowała do PE VIII kadencji. Mandat europosłanki objęła w styczniu 2018 w miejsce Vioriki Dăncili. Dołączyła do grupy Postępowego Sojuszu Socjalistów i Demokratów.